# Staufferfett

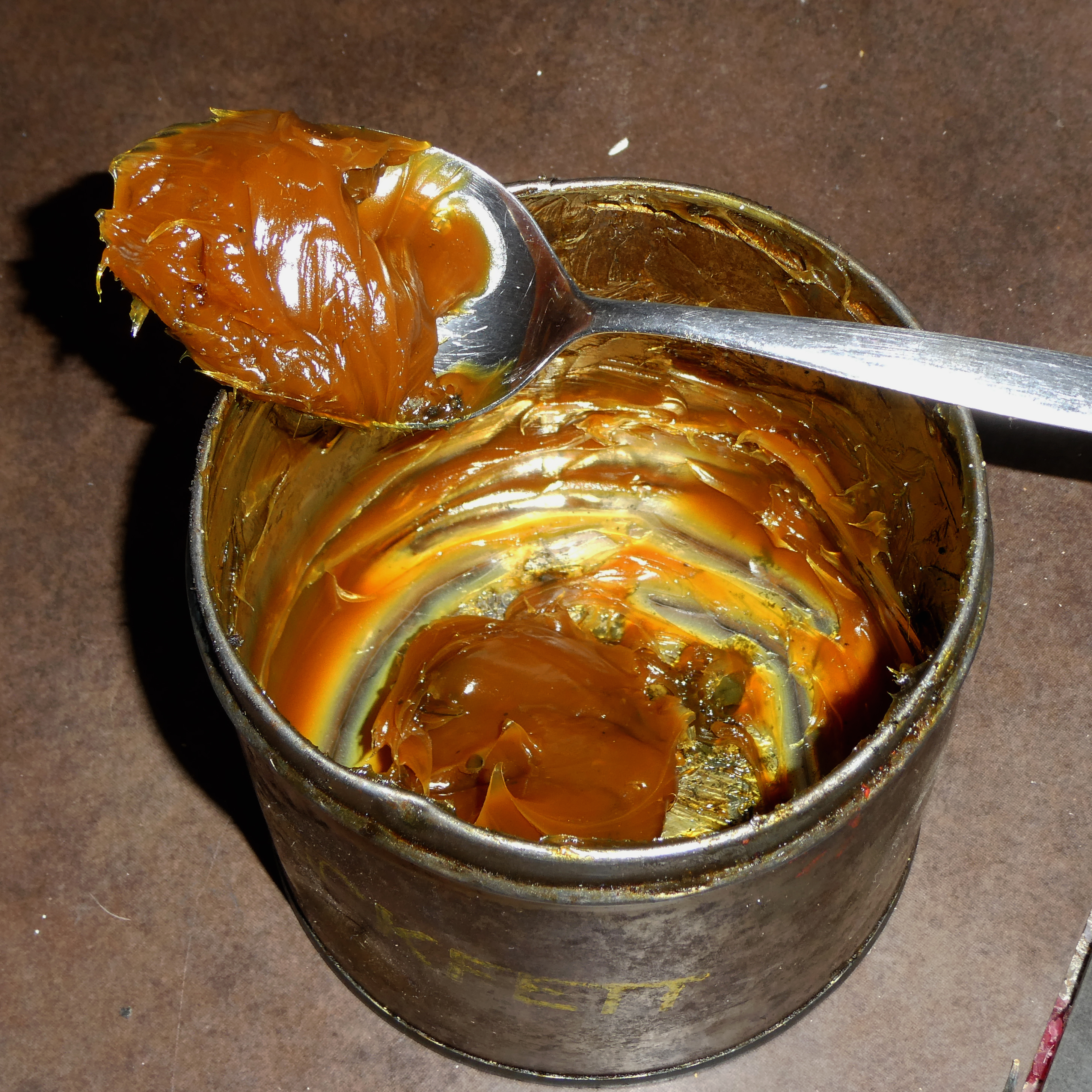
Staufferfett

Staufferfett ist ein Schmierfett und Dichtungsmittel auf der Basis von Calciumstearat. Es ist eine salbenartige Substanz, die aus pflanzlichen oder tierischen Ölen oder Fetten gewonnen wird, indem die Fette mit Calciumhydroxid (seltener Natriumhydroxid)
verseift werden. Die Farbe ist meist dunkelgelb, es gibt aber auch eine rote Variante. Es hat einen Schmelzpunkt von etwa 85 °C.
Calciumseifen-Schmierfette sind wasserabweisende Schmierfette und daher sehr gute Dichtfette gegen Wasser. Calciumseifen-Schmierfette auf Basis 12-Hydroxystearinsäure sind bis ca. 120 °C einsetzbar.
Zum Einsatz kommen die Staufferfette bei langsam laufenden Maschinenteilen, wie Gleitlager, Kurbellager, Rollen, Hydraulikteilen, Achslagern von −20 °C bis +60 °C oder +70 °C und speziell dort, wo eine wasserfeste Schmierung benötigt wird. Noch bis in die 1970er Jahre wurden Kfz-Wasserpumpen damit geschmiert: sogenannte Staufferbüchsen geben das Fett nach und nach ab, indem die damit gefüllten, mit einem Gewinde versehenen Verschlusskappen periodisch etwas angezogen werden.
Der Name ist angelehnt an die ehemalige US-amerikanische Firma Stauffer Chemical, die solche Fette in großem Umfang herstellte.
Andere wasserbeständige Fette sind Wasserpumpenfett, Armaturenfett und Marinefett.